# André Theuriet
Claude Adhémar André Theuriet (Marly-le-Roi, 8 ottobre 1833 – Bourg-la-Reine, 23 aprile 1907) è stato un poeta francese.
Venne educato a Bar-le-Duc nella provincia natale di sua madre, la Lorena. Studiò legge a Parigi, entrando successivamente in un ufficio pubblico, consentendogli di raggiungere il grado di capo ufficio prima del suo pensionamento nel 1886. Nel 1867 pubblicò, Chemin des bois, un volume di poesie molte delle quali già apparse nella Revue des Deux Mondes; Le bleu et le noir, poèmes de la vie réelle (1874), Nos oiseaux (1886) e altri volumi.
M. Theuriet descriveva semplici immagini di vita quotidiana, e Théophile Gautier lo comparò a Jaques nella Foresta di Arden. I suoi romanzi migliori sono generalmente considerati quelli che si occupano della vita provinciale e paesana, tra cui:
- Le mariage de Gérard (1875)
- Raymonde (1877) Raymonde (1877)
- Le fils Maugars (1879) Le fils Maugars (1879)
- La maison des Deux Barbeaux (1879) La Maison des Deux Barbeaux (1879)
- Sauvageonne (1880) Sauvageonne (1880)
- Reine des bois (1890) Reine des bois (1890)
- Villa tranquille (1899) Tranquille villa (1899)
- Le manuscrit du chanoine (1902) Le Manuscrit du chanoine (1902)

Theuriet ricevette nel 1980 Prix Vitet dall'Accademia francese, di cui era diventato membro nel 1896. Morì il 23 aprile 1907 per un cancro al colon, venendo sostituito presso l'accademia da Jean Richepin.